# الکس استوارت
الکس استوارت (به انگلیسی: Alex Stewart) ‏(زادهٔ ۱ ۲۸ ژوئن ۱۹۶۴ – درگذشتهٔ ۱۶ نوامبر ۲۰۱۶) یک بوکسور حرفه ای اهل کشور جامائیکا بود. او در ۱۹۸۴ نمایندگی جامائیکا المپیک را کسب کرد و در بخش سنگین‌وزن در دوره ۱۹۸ بازیهای پان آمریکایی موفق به کسب یک مدال برنز شد. وی در طول زندگی حرفه ای خود با قهرمانان سنگین‌وزن جهان همچون مایک تایسون، ایواندر هالیفیلد، جورج فورمن، اولگ ماسکایف و مایکل مورر مبارزه کرد.

## کارنامه بوکس حرفه ای
| 43 Wins (40 knockouts, 3 decisions), 10 Losses (7 knockouts, 3 decisions) |        |                           |     |      |                 |                                             | |
| نتیجه                                                                     | امتیاز | حریف                      | ثبت | راند | تاریخ           | محل                                         | توضیح |
| Loss                                                                      | ۴۳–۱۰  | Jorge Luis González       | TKO | ۲    | ۶ ژوئن ۱۹۹۹     | لاس وگاس، ایالات متحده آمریکا               | Referee stopped the bout at 2:38 of the second round.. |
| Loss                                                                      | ۴۳–۹   | Lance Whitaker            | TKO | ۷    | ۱۶ ژانویه ۱۹۹۹  | لاس وگاس، ایالات متحده آمریکا               | Referee stopped the bout at 1:40 of the seventh round. |
| Win                                                                       | ۴۳–۸   | Ezra Sellers              | TKO | ۳    | ۸ اکتبر ۱۹۹۸    | کانزاس‌سیتی، میزوری، ایالات متحده آمریکا     | Referee stopped the bout at 2:43 of the third round. |
| Loss                                                                      | ۴۲–۸   | Phil Jackson              | UD  | ۱۰   | ۲۴ ژوئیه ۱۹۹۸   | میامی، ایالات متحده آمریکا                  | |
| Win                                                                       | ۴۲–۷   | Abdul Muhaymin            | UD  | ۸    | ۱۲ ژوئن ۱۹۹۸    | بتن‌روژ، لوئیزیانا، ایالات متحده آمریکا      | |
| Loss                                                                      | ۴۱–۷   | اولگ ماسکایف              | TKO | ۷    | ۲۷ سپتامبر ۱۹۹۷ | مسکو، روسیه                                 | |
| Win                                                                       | ۴۱–۶   | James Warring             | UD  | ۱۰   | ۱ مه ۱۹۹۷       | اسبوری پارک، نیوجرسی، ایالات متحده آمریکا   | |
| Win                                                                       | ۴۰–۶   | Samson Cohen              | KO  | ۱    | ۶ مارس ۱۹۹۷     | بالتیمور، ایالات متحده آمریکا               | |
| Loss                                                                      | ۳۹–۶   | Craig Petersen            | TKO | ۸    | ۳ نوامبر ۱۹۹۶   | اورایاسو، چیبا، ژاپن                        | |
| Win                                                                       | ۳۹–۵   | Bryant Smith              | KO  | ۶    | ۶ فوریه ۱۹۹۶    | نیویورک، ایالات متحده آمریکا                | |
| Win                                                                       | ۳۸–۵   | Terry Anderson            | KO  | ۱    | ۲ دسامبر ۱۹۹۵   | آتلانتیک سیتی، نیوجرسی، ایالات متحده آمریکا | |
| Win                                                                       | ۳۷–۵   | Darren Hayden             | TKO | ۵    | ۳ اکتبر ۱۹۹۵    | ماشانتاکت پیکوات ترایب، ایالات متحده آمریکا | |
| Win                                                                       | ۳۶–۵   | Jesse Ferguson            | UD  | ۱۰   | ۸ اوت ۱۹۹۵      | کوچلا، کالیفرنیا، ایالات متحده آمریکا       | |
| Win                                                                       | ۳۵–۵   | Tyrone Evans              | TKO | ۴    | ۹ مه ۱۹۹۵       | لاس وگاس، ایالات متحده آمریکا               | |
| Win                                                                       | ۳۴–۵   | Tyrone Evans              | TKO | ۶    | ۱۰ سپتامبر ۱۹۹۴ | لفلین، نوادا، ایالات متحده آمریکا           | |
| Win                                                                       | ۳۳–۵   | Derrick Roddy             | TKO | ۶    | ۲ ژوئیه ۱۹۹۴    | جزیره پادره جنوبی، ایالات متحده آمریکا      | |
| Loss                                                                      | ۳۲–۵   | ایواندر هالیفیلد          | UD  | ۱۲   | 26 June 1993    | آتلانتیک سیتی، نیوجرسی، ایالات متحده آمریکا | 109-119, 110-118, 110-118. |
| Win                                                                       | ۳۲–۴   | Rick Enis                 | TKO | ۳    | ۲۶ آوریل ۱۹۹۳   | روزمونت، ایلینوی، ایالات متحده آمریکا       | |
| Win                                                                       | ۳۱–۴   | Jerry Halstead            | TKO | ۷    | ۶ فوریه ۱۹۹۳    | نیویورک، ایالات متحده آمریکا                | |
| Win                                                                       | ۳۰–۴   | Marshall Tillman          | TKO | ۱۰   | ۲۵ اوت ۱۹۹۲     | آتلانتیک سیتی، نیوجرسی، ایالات متحده آمریکا | |
| Win                                                                       | ۲۹–۴   | Paul Poirier              | TKO | ۳    | ۲۴ ژوئیه ۱۹۹۲   | کتسکیل (شهرک)، نیویورک، ایالات متحده آمریکا | |
| Loss                                                                      | ۲۸–۴   | جرج فورمن                 | MD  | ۱۰   | ۱۱ آوریل ۱۹۹۲   | لاس وگاس، ایالات متحده آمریکا               | |
| Win                                                                       | ۲۸–۳   | Joey Christjohn           | TKO | ۳    | ۲۲ فوریه ۱۹۹۲   | کاتوویتسه، لهستان                           | |
| Loss                                                                      | ۲۷–۳   | مایکل مورر                | TKO | ۴    | ۲۷ ژوئیه ۱۹۹۱   | نورفک، ویرجینیا، ایالات متحده آمریکا        | Referee stopped the bout at 1:54 of the fourth round. |
| Win                                                                       | ۲۷–۲   | Danny Wofford             | RTD | ۴    | ۱۱ آوریل ۱۹۹۱   | سنت جوزف، میزوری، ایالات متحده آمریکا       | |
| Loss                                                                      | ۲۶–۲   | مایک تایسون               | TKO | ۱    | 8 December 1990 | آتلانتیک سیتی، نیوجرسی، ایالات متحده آمریکا | Referee stopped the bout at 2:27 of the first round. |
| Win                                                                       | ۲۶–۱   | Jamie "Featherman" Howe   | TKO | ۷    | ۳ ژوئیه ۱۹۹۰    | مانتیسلو، نیویورک، ایالات متحده آمریکا      | Referee stopped the bout at 0:32 of the seventh round. |
| Win                                                                       | ۲۵–۱   | Mark "The Storm" Young    | TKO | ۵    | ۲۵ مه ۱۹۹۰      | آتلانتیک سیتی، نیوجرسی، ایالات متحده آمریکا | Referee stopped the bout at 3:00 of the fifth round. |
| Loss                                                                      | ۲۴–۱   | ایواندر هالیفیلد          | TKO | ۸    | 4 November 1989 | آتلانتیک سیتی، نیوجرسی، ایالات متحده آمریکا | شورای جهانی بوکس Continental Americas Heavyweight Title. Referee stopped the bout at 2:51 of the eighth round.                                                                    |
| Win                                                                       | ۲۴–۰   | Terry Armstrong           | TKO | ۳    | ۱۰ اوت ۱۹۸۹     | نیویورک، ایالات متحده آمریکا                | Referee stopped the bout at 1:25 of the third round. |
| Win                                                                       | ۲۳–۰   | Fernando "Toro" Montes    | TKO | ۲    | ۱۳ ژوئیه ۱۹۸۹   | نیویورک، ایالات متحده آمریکا                | |
| Win                                                                       | ۲۲–۰   | Michael "Jack" Johnson    | TKO | ۲    | ۲۹ آوریل ۱۹۸۹   | کینگستون، جامائیکا                          | Referee stopped the bout at 0:45 of the second round. Johnson down in the second round. Once he beat the 10 count, Johnson didn't stand a chance as Stewart swarmed all over him. |
| Win                                                                       | ۲۱–۰   | Arthel "Bam Bam" Lawhorne | TKO | ۴    | ۳۰ مارس ۱۹۸۹    | نیویورک، ایالات متحده آمریکا                | |
| Win                                                                       | ۲۰–۰   | David Jaco                | TKO | ۱    | ۱۸ فوریه ۱۹۸۹   | بوداپست، مجارستان                           | Jaco knocked out at 1:23 of the first round. Stewart threw a devastating right hook to the body and finished Jaco off with a left hook to the side of the face.                   |
| Win                                                                       | ۱۹–۰   | Eddie Richardson          | KO  | ۳    | ۱۵ دسامبر ۱۹۸۸  | نیویورک، ایالات متحده آمریکا                | Richardson knocked out at 1:11 of the third round. |
| Win                                                                       | ۱۸–۰   | Lorenzo Canady            | TKO | ۴    | ۲۷ اکتبر ۱۹۸۸   | نیویورک، ایالات متحده آمریکا                | Referee stopped the bout at 2:14 of the fourth round. |
| Win                                                                       | ۱۷–۰   | Tim "T-Bone" Adams        | TKO | ۱    | ۲۳ سپتامبر ۱۹۸۸ | بروکلین، ایالات متحده آمریکا                | |
| Win                                                                       | ۱۶–۰   | Conroy Nelson             | TKO | ۲    | ۳۱ ژوئیه ۱۹۸۸   | نیویورک، ایالات متحده آمریکا                | |
| Win                                                                       | ۱۵–۰   | Calvin Sherman            | TKO | ۱    | ۱۴ ژوئیه ۱۹۸۸   | نیویورک، ایالات متحده آمریکا                | |
| Win                                                                       | ۱۴–۰   | "Indian" Aaron Brown      | TKO | ۱    | ۲۶ مه ۱۹۸۸      | ماساچوست، ایالات متحده آمریکا               | |
| Win                                                                       | ۱۳–۰   | Jim "The Bull" Berry      | TKO | ۱    | ۲۰ مه ۱۹۸۸      | بروکلین، ایالات متحده آمریکا                | |
| Win                                                                       | ۱۲–۰   | Mike Jones                | KO  | ۴    | ۱۲ مه ۱۹۸۸      | نیویورک، ایالات متحده آمریکا                | |
| Win                                                                       | ۱۱–۰   | Harry Terrell             | KO  | ۱    | ۲۵ مارس ۱۹۸۸    | نیویورک، ایالات متحده آمریکا                | Terrell knocked out at 2:46 of the first round. |
| Win                                                                       | ۱۰–۰   | George Garza              | TKO | ۲    | ۴ فوریه ۱۹۸۸    | نیویورک، ایالات متحده آمریکا                | Referee stopped the bout at 1:39 of the second round. |
| Win                                                                       | ۹–۰    | John "Big Red" Morton     | TKO | ۴    | ۱۷ دسامبر ۱۹۸۷  | نیویورک، ایالات متحده آمریکا                | Referee stopped the bout at 1:00 of the fourth round. |
| Win                                                                       | ۸–۰    | Juan Quintana             | TKO | ۲    | ۲۷ نوامبر ۱۹۸۷  | کنتیکت، ایالات متحده آمریکا                 | |
| Win                                                                       | ۷–۰    | Ernie Poole               | TKO | ۱    | ۲۰ نوامبر ۱۹۸۷  | دیترویت، میشیگان، ایالات متحده آمریکا       | Referee stopped the bout at 2:16 of the first round. |
| Win                                                                       | ۶–۰    | Jimmy Harrison            | TKO | ۲    | ۲۷ اکتبر ۱۹۸۷   | نیویورک، ایالات متحده آمریکا                | |
| Win                                                                       | ۵–۰    | Tim Morrison              | TKO | ۲    | ۱ اکتبر ۱۹۸۷    | نیویورک، ایالات متحده آمریکا                | Referee stopped the bout at 0:54 of the second round. |
| Win                                                                       | ۴–۰    | Dennis Cain               | TKO | ۲    | ۶ اوت ۱۹۸۷      | نیویورک، ایالات متحده آمریکا                | Referee stopped the bout at 1:08 of the second round. |
| Win                                                                       | ۳–۰    | Jim Little                | KO  | ۱    | ۱۸ ژوئن ۱۹۸۷    | نیویورک، ایالات متحده آمریکا                | Referee stopped the bout at 2:20 of the first round. |
| Win                                                                       | ۲–۰    | Eric Mitchell             | TKO | ۳    | ۷ مه ۱۹۸۷       | نیویورک، ایالات متحده آمریکا                | |
| Win                                                                       | ۱–۰    | James Walker              | TKO | ۳    | ۶ سپتامبر ۱۹۸۶  | لاس وگاس، ایالات متحده آمریکا               | |